# Don Fernando
Don Fernando (San Francisco, 12 d'abril de 1948) és un director i actor pornogràfic. Ha estat en la indústria pornogràfica des de 1977 i ha guanyat el Premi a Millor Actor de Repartiment durant el Festival Internacional de Cinema Eròtic de Barcelona de 2005 Fernando ha estat inclòs al Saló de la Fama de XRCO el 1997. Va ser inclòs en el Saló de la Fama d'AVN durant els 21ns Premis AVN el 2004, i, al març de 2005, va rebre el Premi a l'Assoliment d'una Vida a Brussel·les durant el Festival Internacional de l'Erotisme de Brussel·les.